# 战列巡洋舰

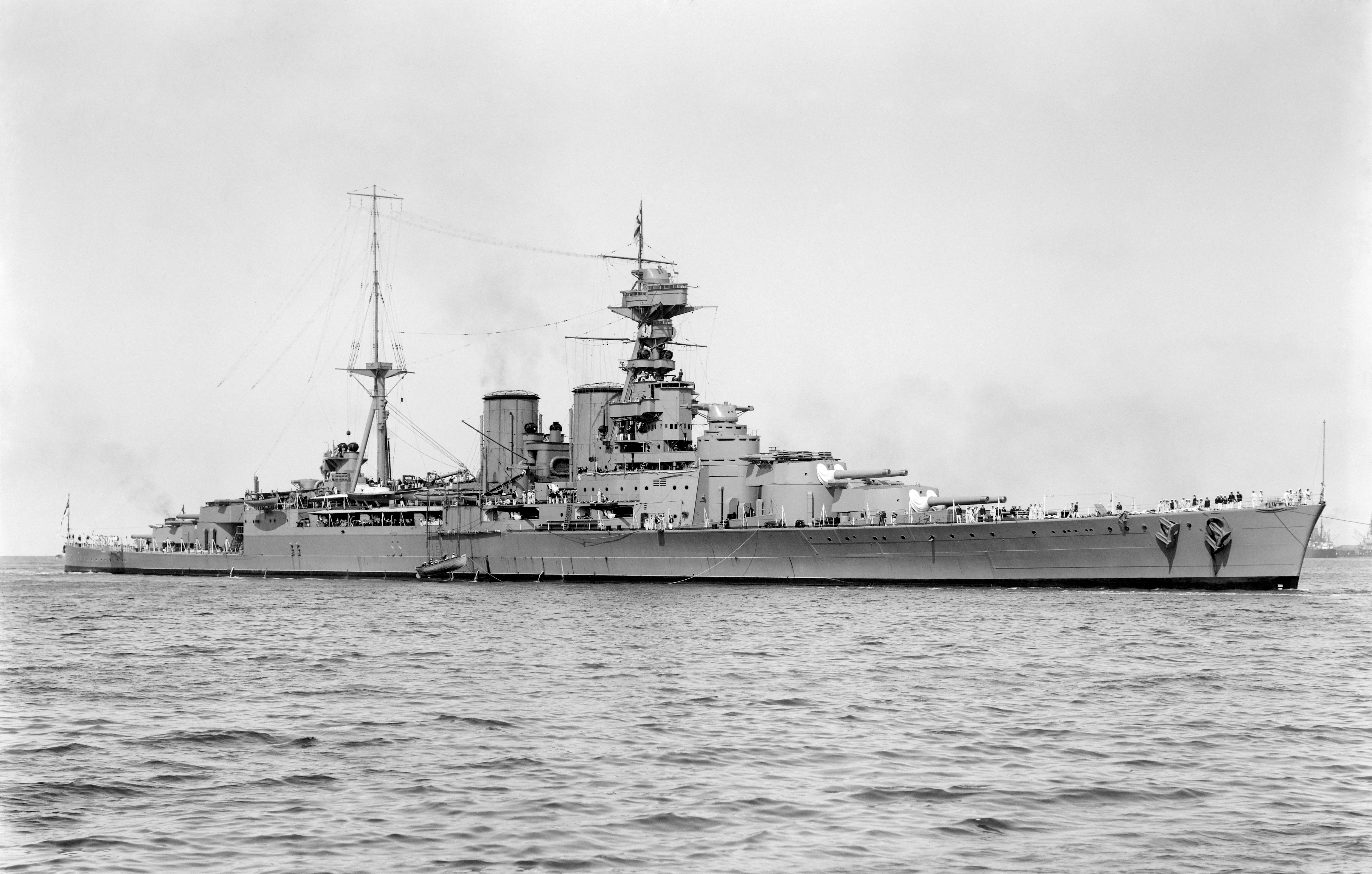
英國皇家海軍所屬的胡德号战列巡洋舰是人類歷史上建成最大的戰鬥巡洋艦。1924年3月17日攝於澳洲。

戰鬥巡洋艦（英語： 或 ；又名巡洋戰艦，或簡稱戰巡）作为20世紀初的主力艦曾短暂的活躍於一段时间。戰鬥巡洋艦在尺寸、造價和武裝與戰艦相近，但戰鬥巡洋艦为获得更高的航速，其裝甲都較为薄弱。世界上第一批戰鬥巡洋艦為英國所建造，是「裝甲巡洋艦」進一步發展而成的結果。戰巡的設計理念是以发挥其自身高航速的優勢去追捕速度較慢的巡洋艦，並透過戰艦級別的火力以摧毀巡洋艦，而裝甲厚重、航速較慢的戰艦則加以迴避。然而在實戰中，大多情況是戰鬥巡洋艦與防護較佳的戰艦共同作戰，其選擇性交戰的構想難以實踐。
第一次世界大戰期間，世界上只有英國、德國、鄂圖曼土耳其、澳大利亞和日本海軍使用戰鬥巡洋艦此一艦種，著名相關海戰包括福克蘭群島海戰、德軍於北海襲擾英國沿海都市的行動以及史上最大規模的主力艦海戰——日德兰海战。英軍的戰鬥巡洋艦隊在日德蘭戰役中受創嚴重，其輕裝甲難以承受大口徑艦砲彈藥的破壞。戰後，主力艦的設計傾向轉為戰艦航速增快、戰巡則是裝甲增厚，戰鬥巡洋艦與快速戰艦之間的定位也越來越模糊不清。《华盛顿海军条约》後，各國的主力艦建造計畫受到了限制，由此催生了各種特定數據限制的「條約型」戰艦與戰巡，部份的建造計畫也因此廢止。
1930年代起，世界上只剩下英國海軍繼續服役戰鬥巡洋艦此一艦種，日本的戰巡則已經被重新改造過，與戰艦具有幾近相同的性能。
二戰期間，戰鬥巡洋艦再度被投入戰場，但只有一艘存活至戰後。戰巡重新定位於為大型「巡洋艦殺手」的軍艦，但在戰爭中幾乎沒什麼發揮空間，为騰出造船能量用於需求更迫切的護衛艦、航空母艦和貨船，戰鬥巡洋艦因其相關建造計畫只能被嚴重限制。冷戰期間，蘇聯的「基洛夫級」導彈巡洋艦也被歸類為戰鬥巡洋艦。

## 设计原由
在一战前后，蒸汽机和早期的蒸汽轮机效率低下，为了获取更大的功率，就必须有更笨重的机器，这样战舰的重量会大大增加，而为了保护蒸汽机设计的装甲和巨大的炮塔又会拖累战舰的航速。在这种互相矛盾的取舍中，放弃厚重的装甲，以换取强大的火力和更高的速度，这就是制造战列巡洋舰的初衷。
设计战列巡洋舰的主导思想認為其可以轻而易举地击毁巡洋舰，因为其主炮使它在进入巡洋舰的射程之前就已经可以对敌舰发起进攻。而它的高航速使它可以逃避敌人的战列舰，或在海战中袭击对方已经被损坏的战列舰。

## 建造

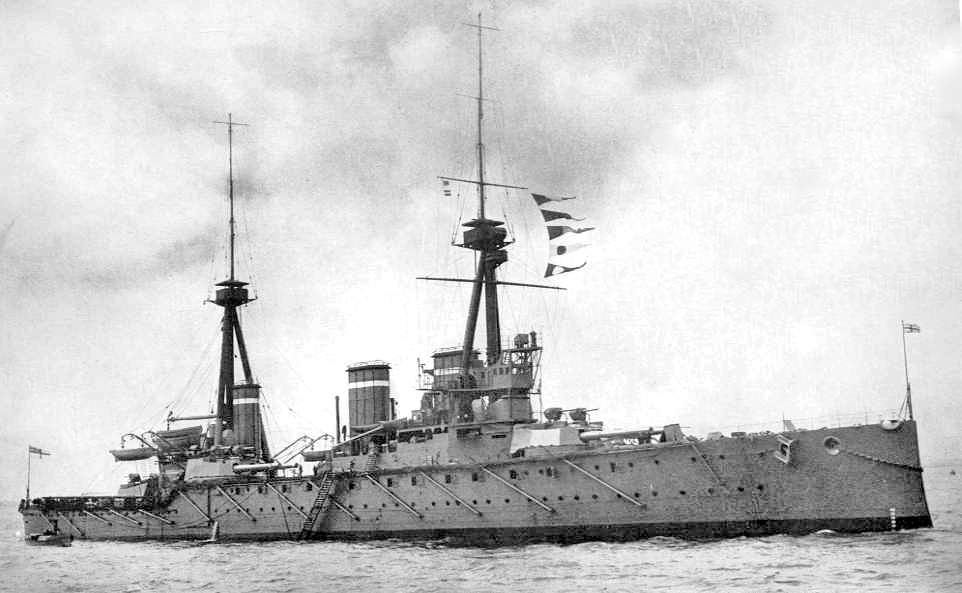
无敌号战列巡洋舰

世界上最早的战列巡洋舰是英国的无敌号、不屈号、不撓号战列巡洋舰。所有三艘船都是在1906年开工，1908年下水。中间的拖延可能是为了改进无畏舰上暴露出的问题。海军大臣费席尔表示他曾希望取消所有当时的战列舰建造。它们的船体和炮塔装甲厚度为6或7英寸（150毫米或180毫米），而相应的战列舰的装甲为11英寸或12英寸（280毫米或300毫米）。它们的航速可达26节（48千米/小时），而当时相应的战列舰的航速为20节到21节（37千米到39千米/小时）。它们的火炮口径为12英寸（305毫米），这与同期的战列舰相当。
继英国之后，德国很快也建造了自己的战列巡洋舰。1911年冯·德·坦恩号战列巡洋舰下水。德国战列巡洋舰的11英寸（283毫米）主炮口径比英国的略小，但它们的防禦力比当时英国战列巡洋舰要好一些。
在实战中，战列巡洋舰很少能够象它们设计时所想象的那样单独行动。在大多数情况下，一支舰队的司令总是认为他的舰队火力越大越好。而将战列巡洋舰的火炮加入自己舰队這想法非常诱人，因此战列巡洋舰往往隨同舰队进行海战。但这些战舰不是为这样的舰队作战所设计，在如此的舰队作战中，速度无法保护其迴避战列舰的大炮，薄弱的裝甲也使它們身陷危險。

## 戰史

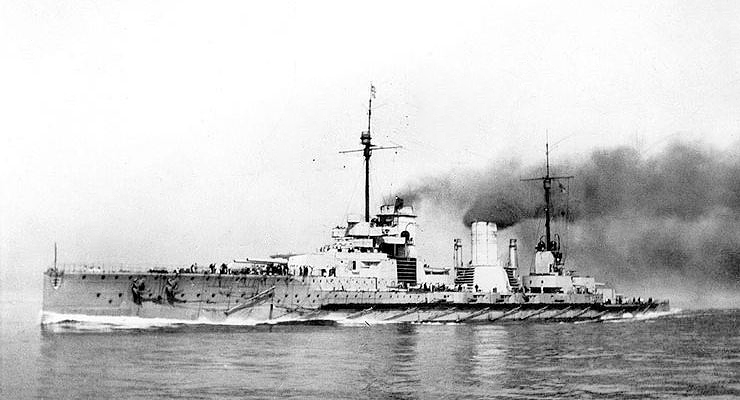
塞德利茨号战列巡洋舰

在第一次世界大战的福克兰群岛海战中战列巡洋舰证明它们本来所设计时的战术设想是正确的。在这次战役中英国的坚定号和无敌号战列巡洋舰消灭了一支德国在南大西洋的巡洋舰舰队。而这正是战列巡洋舰的作战目的。
18个月后在日德兰海战中一支英国的战列巡洋舰舰队试图在英国主舰队到达之前与德国的战列巡洋舰和战列舰作战，其结果是一次惨败。英舰玛丽女王号、不倦号和无敌号爆炸沉没，除少数人外几乎全部舰员丧生。狮号被迫注水入弹药库来避免同样的结局。德国战列巡洋舰的装甲虽然强一些，但它们的结局并不好多少。吕佐夫号战列巡洋舰被击沉，塞德利茨号战列巡洋舰被重创。在这次海战中，除一艘德国老式战列舰外英、徳的战列舰没有一艘被击沉。
此后英国海军放弃了战列巡洋舰的战术。1918年下水的胡德号战列巡洋舰（HMS Hood）是英国建造的最后一艘战列巡洋舰。在两次世界大战之间，胡德号是世界上最大的主力艦。它的装甲比过去的战列巡洋舰强，可是在裝甲的設計和佈置上面依舊存在先前的缺點，於某些角度下砲彈可以輕易貫穿。第二次世界大战中，它在与德国俾斯麦号战列舰炮战时遭擊穿甲板、引發彈藥庫爆炸沉没，而當時她本來預定要進行相關的裝甲修改。

## 衰落

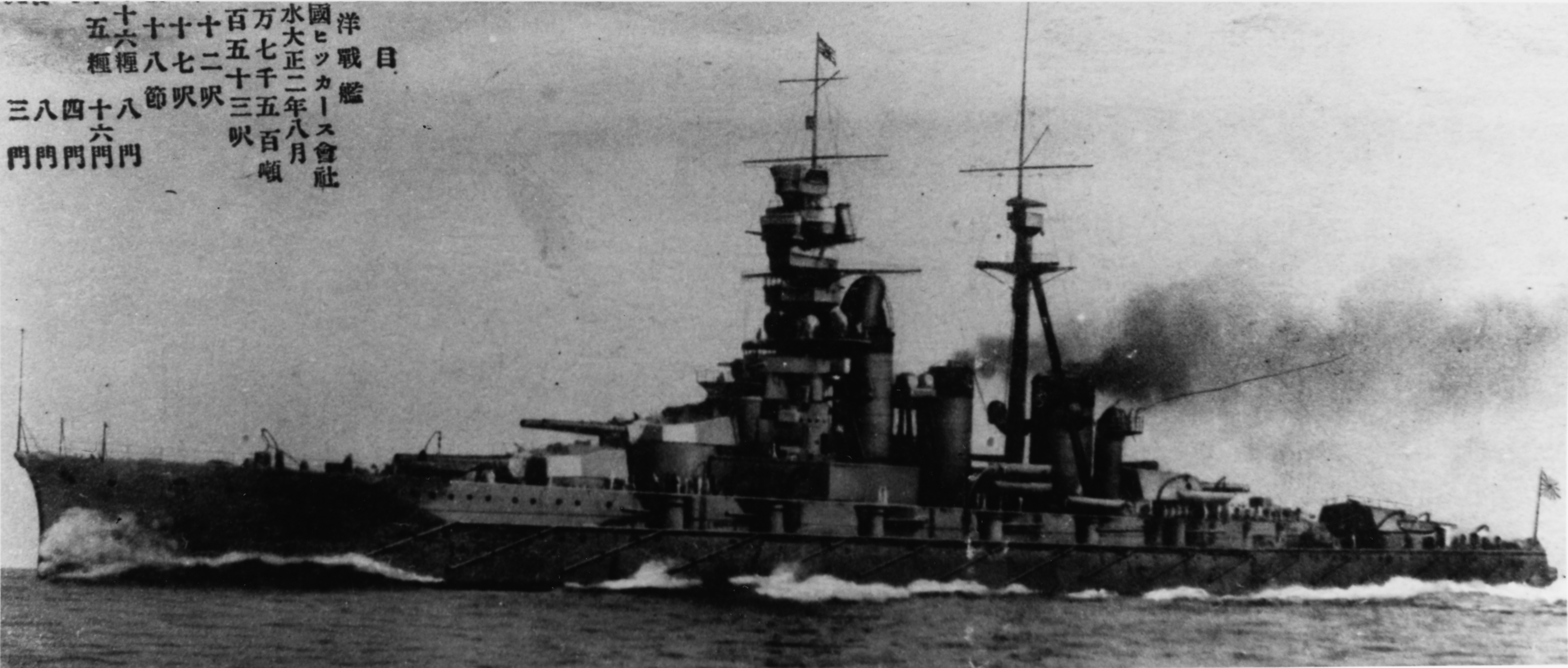
日本的金刚级战列巡洋舰，稍後重新分類為戰艦。

第一次世界大战后，各海軍列強曾一度發起造艦競賽，但是這場競賽尚未抵達終點前就被華盛頓海軍條約喊停，在造艦競賽中製造的戰鬥巡洋艦們除了拆解、不然便改造成航空母艦，自此之後有相當長的一段時間列強沒有新建戰鬥巡洋艦。
當時還保有戰鬥巡洋艦的國家，日本帝國海軍改良服役中的金刚级战列巡洋舰，並變更艦種稱高速戰艦；尚未造成的天城級戰鬥巡洋艦則改造成航空母艦。美國海軍則是將列克星敦級戰鬥巡洋艦改造成航空母艦。但除了海軍列強外還有其他國家試圖打造類似艦種；德國的德國級裝甲艦是另一个类似战列巡洋舰的方案。因為凡爾賽條約的限制，德國不允許製造標準排水量超過10,000噸的戰艦，為了取得折衷德國在1920年代末期起造的新船雖然極速只有28節，但設計理念上趨於戰鬥巡洋艦。而在撕毀凡爾賽條約後，納粹德國海軍便建造真正的戰鬥巡洋艦：沙恩霍斯特级战列巡洋舰遂行破交作戰。
除了興建出來的產品，還有一些國家是計畫興建或是技術不純熟而未完工；如蘇聯於1930年代末期開工的喀琅施塔得級戰列巡洋艦、荷蘭投降前計畫興建的1047號戰鬥巡洋艦設計案。
不過到1930年代中期之後，戰鬥巡洋艦的設計思維逐漸無法跟上時代進步；因為新型高溫高壓重油鍋爐使高輸出蒸氣渦輪主機得以普及，戰艦即便披覆重裝甲仍然可以維持相對高速，工程師不再得為噸位分配而出現極度矛盾的設計思慮。如英王喬治五世級戰艦，屬性雖為戰艦，但極速仍可達29節；使用技術更為先進的愛荷華級戰艦極速更一舉突破33節，這時再做分類顯然毫無意義。況且航空母艦的出現使戰艦失去往日的武力投射指標意義，投資在戰艦興建的國家越來越少，海上決戰也改變了作戰方式。

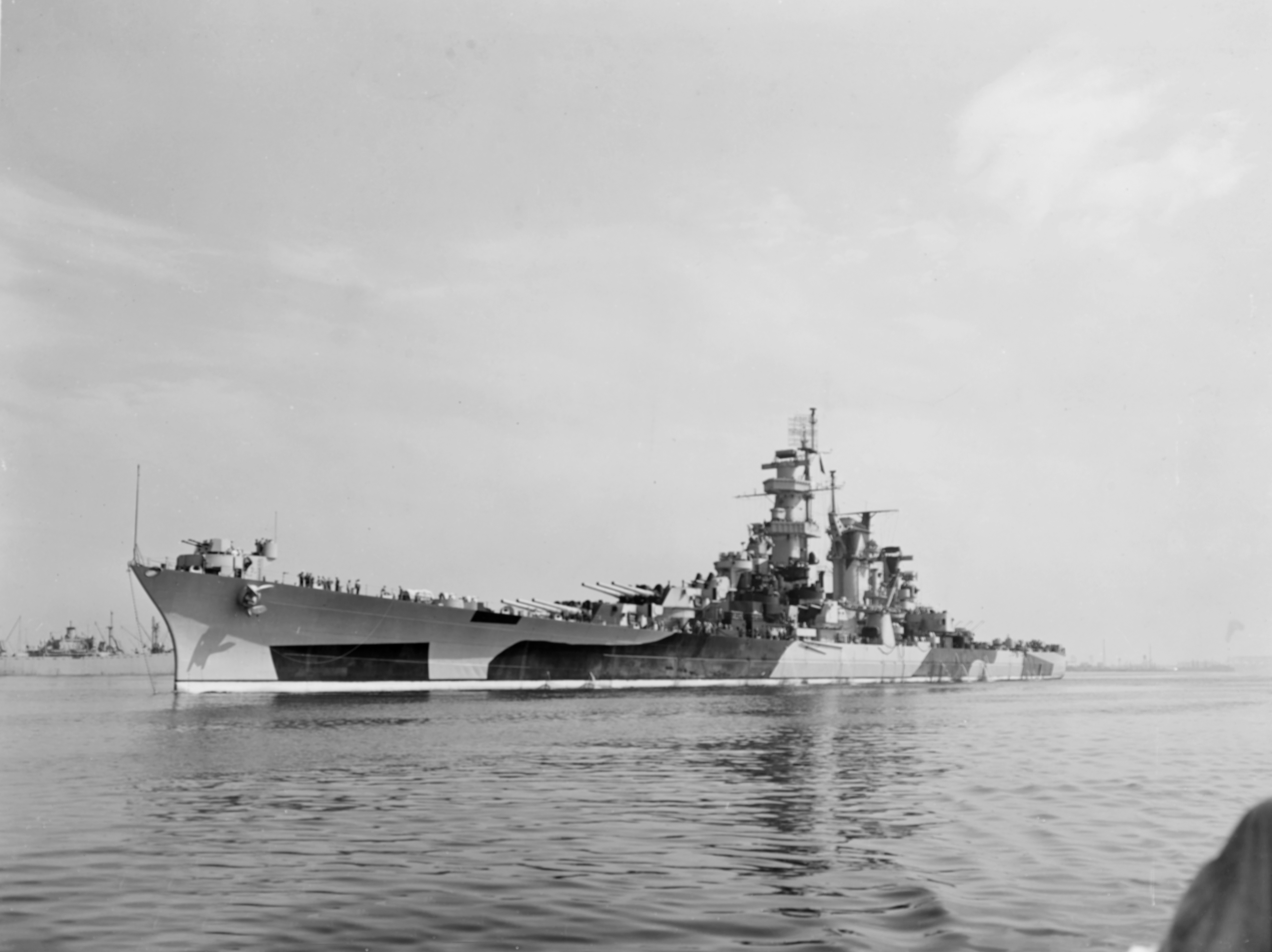
阿拉斯加號大型巡洋艦是美國海軍所擁有的兩艘「大型巡洋艦」之一。

最後一種設計屬性近似戰鬥巡洋艦的軍艦為美國海軍建造的阿拉斯加级大型巡洋舰。在太平洋战争中它们表现并不突出，且單艦造價達到愛荷華級戰艦的70%，战后四艘本来计划建造的同級舰被放弃了。这两艘船装备12英寸口径主炮，它们的装甲也是为了对付12英寸口径主炮。这与过去的英国战列巡洋舰不同：英国舰艇装备了12英寸口径主炮，但它们的装甲无法对抗它们自己的武器。而战列巡洋舰的鼻祖英国人也只保留胡德号，反击号和声望号三舰。在二战中，除了胡德号被俾斯麦号击沉外，反击号也在远东被日本海军的陸基轰炸机击沉。只有声望号坚持到二战结束。

## 戰後發展

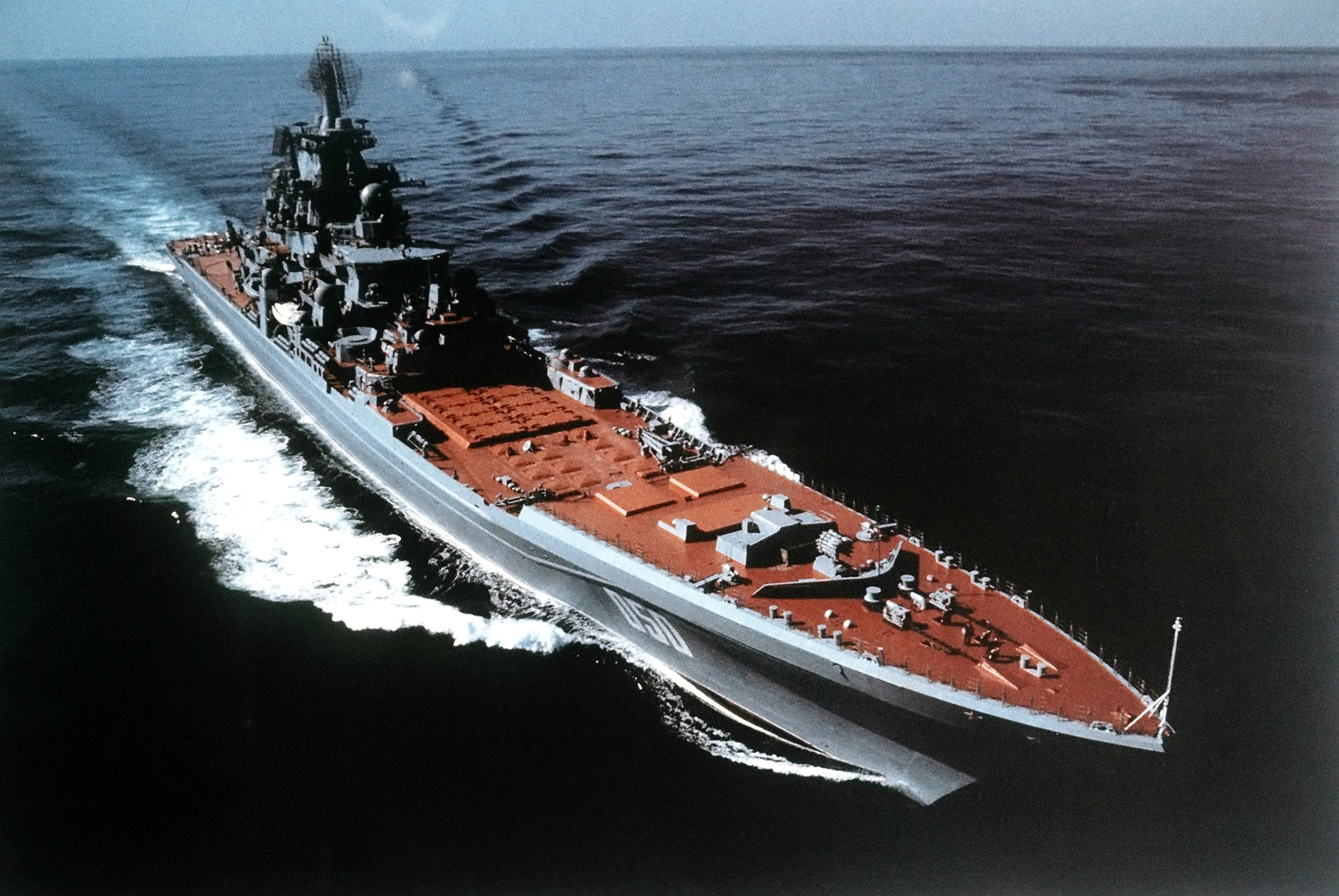
拉扎耶夫海軍上將號飛彈巡洋艦，即先前的伏龍芝號，是基洛夫級飛彈巡洋艦的二號艦。

1980年代蘇聯的基洛夫級飛彈巡洋艦有部分人將它劃入戰鬥巡洋艦，因為其噸位過大，幾乎與二戰時期的部分戰艦相當。

### 引用
1. ↑  Breyer, p. 168
2. ↑  Gröner, pp. 31, 60
3. ↑  Gille, p. 139
4. ↑  Koop & Schmolke, p. 4
5. ↑  Chesneau, p. 259
6. ↑  Bidlingmaier, pp. 73–74
7. ↑  Roberts, pp. 24–25
8. ↑  Sumida, p. 55